# Ivar Ernberg
Ivar Peterson Ernberg, född den 12 juli 1860 i Karlskrona, död den 26 april 1923 i Göteborg, var en svensk jurist. Han var bror till Jarl och Harald  Ernberg samt kusin till Otto, Axel och Albert Ernberg.
Ernberg blev student vid Uppsala universitet 1880 och avlade examen till rättegångsverken där 1885. Han blev vice häradshövding 1887, tillförordnad fiskal i Skånska hovrätten 1888, adjungerad ledamot där 1892, ordinarie fiskal samma år, assessor 1897, tillförordnad revisionssekreterare 1899, konstituerad revisionssekreterare 1900 och häradshövding i Medelpads västra domsaga 1901. Ernberg var 1902–1905 ledamot av Lagberedningen och blev 1905 häradshövding i Askim, Västra och Östra Hising samt Sävedals domsaga. Han blev riddare av Nordstjärneorden 1903. Ernberg vilar på Östra kyrkogården i Göteborg.